# Château de Tsu
Le château de Tsu (津城, Tsu-jō) était un château japonais situé à Tsu, dans la préfecture de Mie au Japon. Il est également connu sous le nom de château d'Anotsu (安濃津城), l'ancien nom de la ville de Tsu. Il n'en reste à présent que quelques vestiges.

## Histoire
En 1558, Hosono Fujiatsu construit le château entre les rivières Ano et Iwata, les utilisant comme douves naturelles. Le port d'Anotsu était alors un port important pour le commerce côtier le long de la côte orientale du Japon. Oda Nobunaga prit le contrôle du château en 1568 et ordonna à son jeune frère Oda Nobukane d'y résider en 1577 pour consolider le contrôle du clan Oda sur la province d'Ise. Sous Oda Nobukane, le château est considérablement agrandi, avec la construction d'un donjon de cinq étages et d'un donjon secondaire. Sous Toyotomi Hideyoshi, Oda Nobukane est transféré dans la province de Tanba et le château est donné à Tomita Nobuhiro.
Lors de la bataille de Sekigahara en 1600, le clan Tomita se range du côté des forces dirigées par Tokugawa Ieyasu et le château de Tsu est attaqué par les armées dirigées par Mōri Terumoto et Chōsokabe Morichika. Tomita Nobutaka et sa femme Yuki no Kata défendent avec succès le château, même s'il est incendié en grande partie. Le clan Tomita reconstruit certaines parties du château jusqu'à son transfert au domaine d'Uwajima en 1608.
Le clan Tomita est remplacé par le clan Tōdō qui dirige le château au sein du domaine de Tsu jusqu'à la restauration de Meiji. Tōdō Takatora rénove le château avec un donjon à trois étages et une tourelle à deux étages. Il avait travaillé sur de nombreux châteaux avant celui-ci, dont le château d'Edo, le château de Nagoya ou le château de Zeze. Le donjon est détruit un incendie en 1662 et il est remplacé par une tourelle à deux étages, le shogunat Tokugawa n'ayant pas autorisé sa reconstruction.
Au début de la guerre de Boshin, le domaine de Tsu tente d'abord de rester neutre, mais après la bataille de Toba-Fushimi, le domaine soutient l'alliance Satchō et attaque les forces du shogunat en retraite. Le château est démantelé en 1873 à la suite de la restauration de Meiji. Les douves extérieures sont comblées et il ne reste qu'une partie des douves intérieures. Le site du château est ensuite devenu un parc municipal. Une tourelle d'angle a été reconstruite en 1958. Cependant, il ne s'agit pas d'une reconstruction historiquement exacte et contient diverses caractéristiques copiées d'autres structures pour la rendre plus attrayante visuellement.

## Galerie

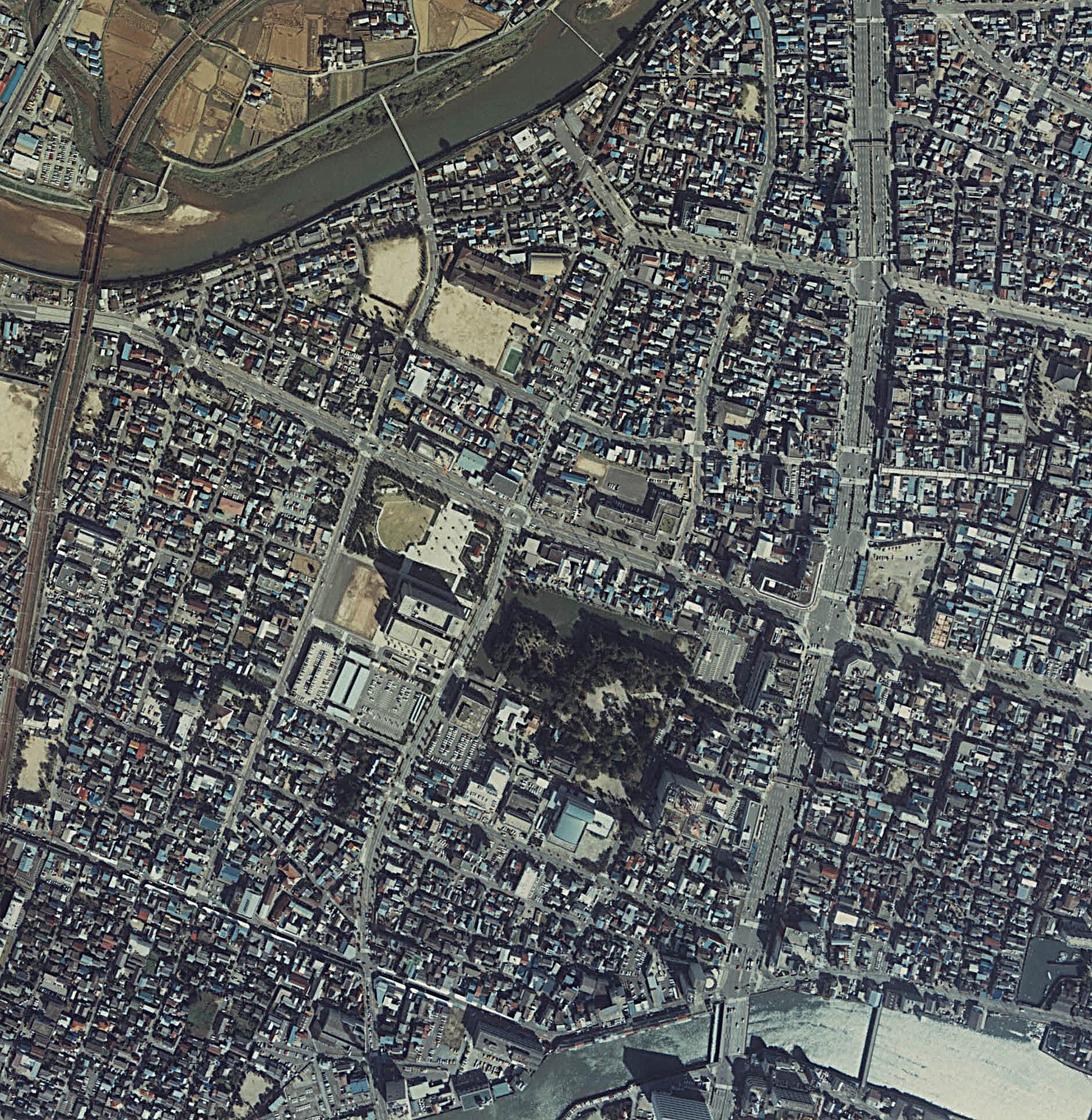
Vue aérienne.
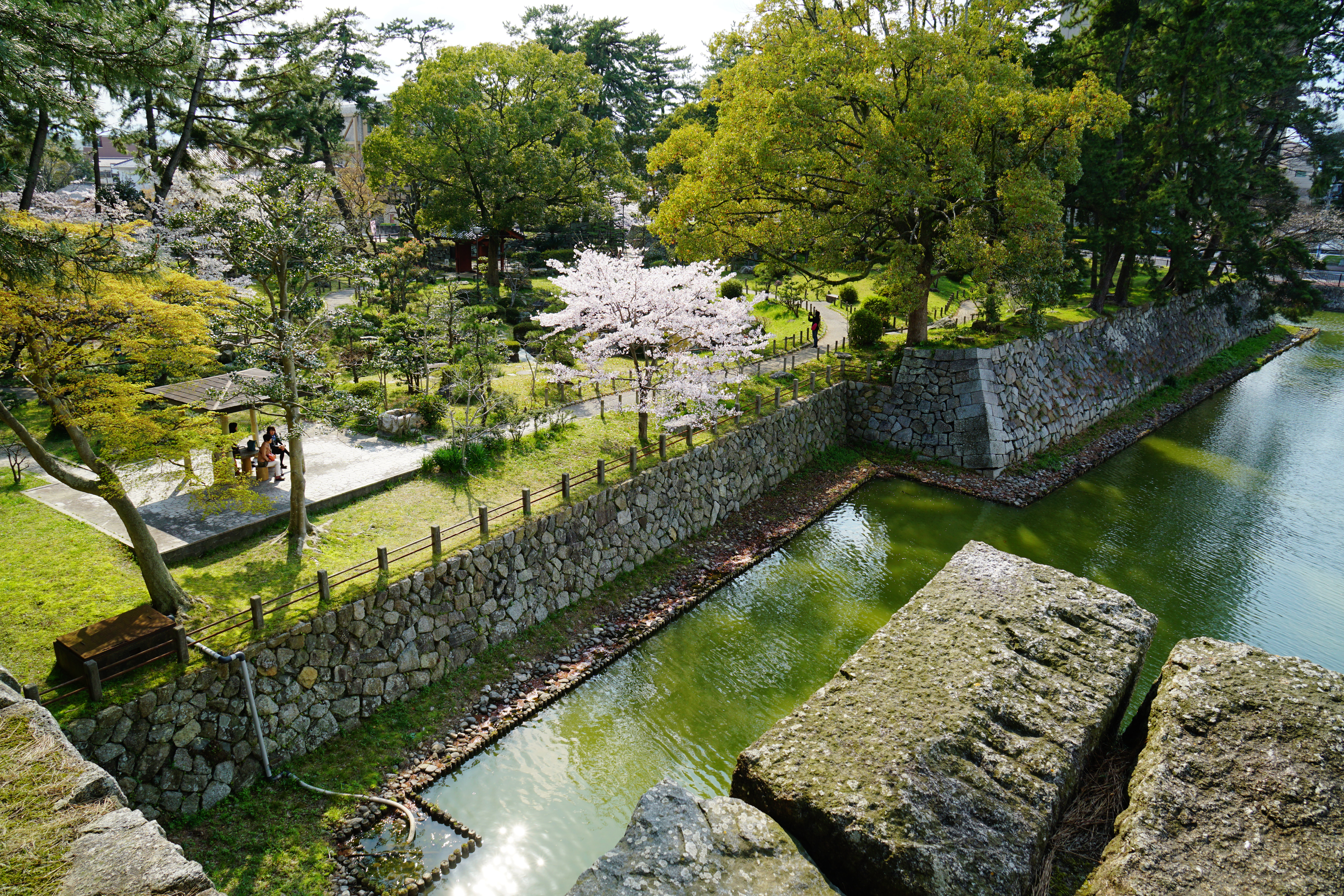
Douves du château.
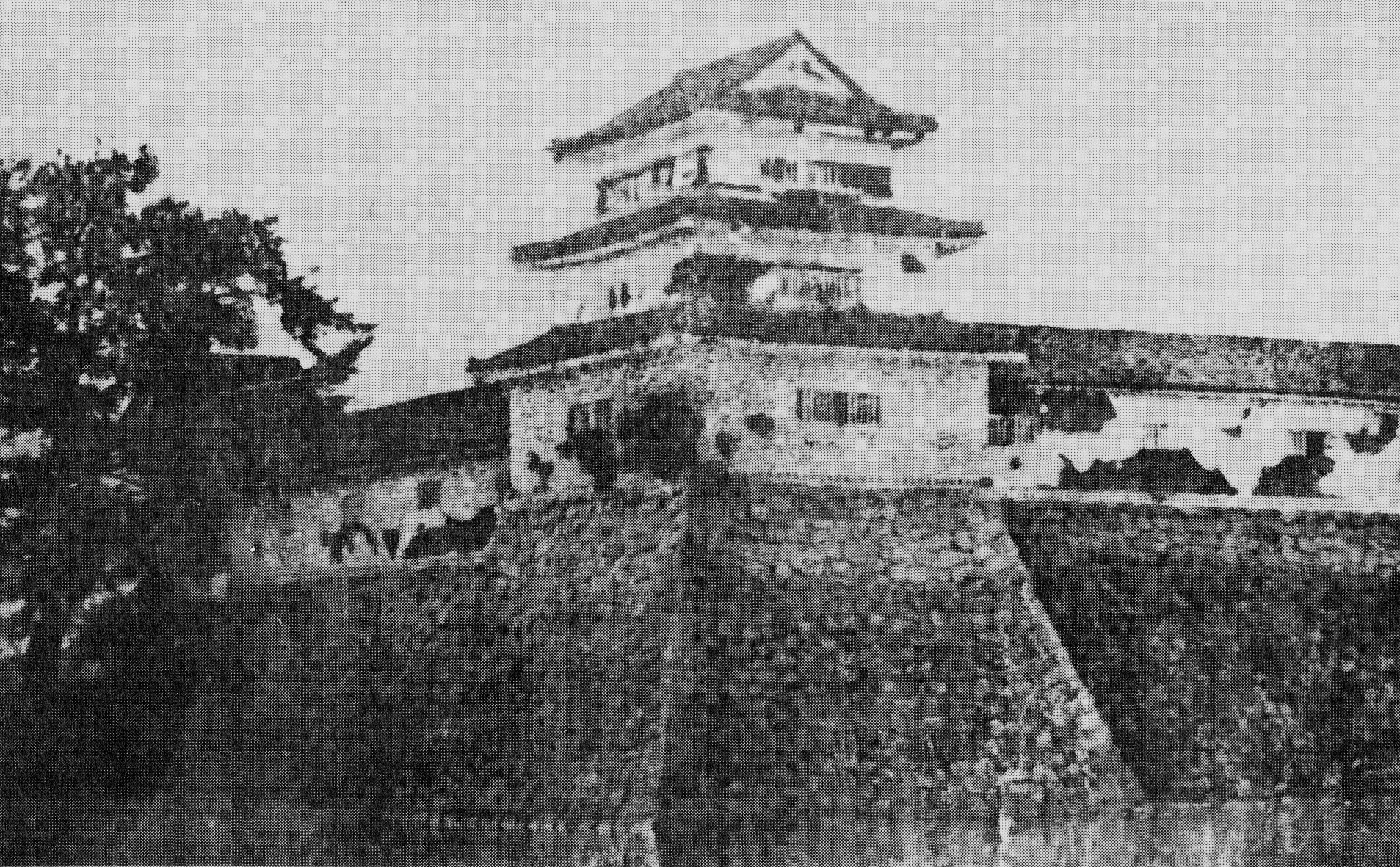
Vue du château avant 1880.